# Tom Wisdom
Tom Wisdom (* 18. Februar 1973 in Swindon, Wiltshire, England) ist ein britischer Theater- und Filmschauspieler.

## Wirken
Tom Wisdom begann seine Karriere mit einem Studium an der „Academy Drama School“ in London. Im Rahmen dieser Ausbildung wurde er mit dem „Stage Scholarship“-Preis ausgezeichnet.
Zu seinen Theaterrollen gehören u. a. Rollen in „Another Country“ und „Journey's End“.
Nach diversen Nebenrollen im britischen Fernsehen war Wisdom von 1999 bis 2000 in der Rolle des Tom Ferguson in der Dauerserie Coronation Street zu sehen. Ebenfalls im Jahr 2000 spielte er in mehreren Episoden in der Fernsehserie Brand Spanking New Show mit. Eine weitere Serie, in der Tom Wisdom in einer größeren Rolle zu sehen war, ist Mile High. Mit Hey Mr. DJ folgte sein erster Kinofilm im Jahr 2005. Zuletzt war Wisdom in der Rolle des Midnight Mark in Richard Curtiss Komödie Radio Rock Revolution in den Kinos zu sehen.

## Filmografie (Auswahl)
- 1994: Der gute König (Good King Wenceslas, Fernsehfilm)
- 1996: Blackhearts in Battersea (TV)
- 1998: Children of the New Forest (TV)
- 1999: Coronation Street (TV)
- 2000: Brand Spanking New Show (TV)
- 2001: Sword of Honour (TV)
- 2003: Der Tod kommt per Mail (Suspicion)
- 2003–2004: Mile High (Fernsehserie, 24 Folgen)
- 2005: Hey Mr. DJ
- 2006: 300
- 2008: Eine für 4 – Unterwegs in Sachen Liebe
- 2008: Fire & Ice: The Dragon Chronicles
- 2009: Radio Rock Revolution
- 2010: Agatha Christie’s Poirot (Fernsehserie, Folge 12.01: Nikotin)
- 2009: The Lightkeepers
- 2013: Romeo und Julia (Romeo and Juliet)
- 2014–2015: Dominion (Fernsehserie, 21 Folgen)
- 2015: Molly Moon (Molly Moon and the Incredible Book of Hypnotism)
- 2015: Hannibal (Fernsehserie, Folge 3.01)
- 2016: Bones – Die Knochenjägerin (Bones, Fernsehserie, Folge 11.21)
- 2018: Der junge Inspektor Morse (Endeavour; Fernsehserie, 1 Folge)